# Деніел Лісуло
Деніел Мучіва Лісуло (англ. Daniel Muchiwa Lisulo; 6 грудня 1930 — 21 серпня 2000) — замбійський політик, прем'єр-міністр країни від червня 1978 до лютого 1981 року.

## Життєпис
Народився у місті Монгу. 1967 року одружився з Мері Мамбо (померла 1976), від шлюбу з якою мав двох дочок.
Лісуло обіймав посади директора Банку Замбії від 1964 до 1977 року. У 1977-1983 роках був членом парламенту. Після цього мав приватну адвокатську практику. Згодом вступив до лав Національної партії, яку очолював незадовго до своєї смерті 2000 року.
Помер у лікарні Сан-Гілл у Йоганнесбурзі.